# Meurtre prémédité (film)
Ne doit pas être confondu avec Meurtre prémédité.
Pour plus de détails, voir Fiche technique et Distribution.
Meurtre prémédité (titre original : A Blueprint for Murder) est un film américain réalisé par Andrew L. Stone, sorti en 1953, avec Joseph Cotten, Jean Peters et Gary Merrill dans les rôles principaux.

## Synopsis
La nièce et le frère de Whitney Cameron (Joseph Cotten) meurent dans des conditions mystérieuses. Whitney soupçonne sa belle-sœur (Jean Peters) qui, faute de preuves, est relaxée par la justice. Whitney imagine alors un plan pour la confondre.

## Fiche technique
- Titre français : Meurtre prémédité
- Titre original : A Blueprint for Murder
- Réalisation : Andrew L. Stone
- Scénario : Andrew L. Stone
- Photographie : Leo Tover
- Montage : William B. Murphy (en)
- Musique : Leigh Harline et Lionel Newman
- Direction artistique : Albert Hogsett et Lyle Wheeler
- Décors : Fred J. Rode (en)
- Costumes : Charles Le Maire
- Producteur : Michael Abel
- Société de production : Andrew L. Stone Productions
- Pays d'origine :  États-Unis
- Langue originale : anglais
- Genre : Film policier, film noir
- Durée : 77 minutes
- Date de sortie :
  - États-Unis : 24 juillet 1953

## Distribution
- Joseph Cotten : Whitney Cameron
- Jean Peters : Lynne Cameron
- Gary Merrill : Fred Sargent
- Catherine McLeod : Maggie Sargent
- Jack Kruschen : détective Hal Cole
- Barney Phillips : capitaine Pringle
- Freddy Ridgeway : Doug

Et, parmi les acteurs et actrices non crédités :
- Eugene Borden
- Herbert Butterfield
- Charles Collins (en)
- Pamela Duncan (en)
- Herb Ellis (en)
- Bess Flowers
- Jonathan Hole (en)
- Mae Marsh
- Tyler McVey (en)
- George Melford
- Grandon Rhodes
- Walter Sande
- Marjorie Stapp
- Charles Tannen (en)
- Aline Towne
- Carleton Young